# Hadspen
Hadspen – miasto w Australii, na Tasmanii.